# La Folía
La Folia – sonata jednoczęściowa, poddawana licznym wariacjom przy czym każda następna miała zwiększony stopień trudności technicznych. Jest to jedna z barokowych form wariacyjnych. Pierwotnie pochodzi od piętnastowiecznego portugalskiego tańca. Znana była od końca XV wieku. Cechowała się ośmiodźwiękową formułą basową.
Występowała także jako wstawka w dramatach XV-XVIII wieku. Folia znana była na całym Półwyspie Iberyjskim, czyli również w Hiszpanii, gdzie od początku XVII wieku początkowo była grana jako arpeggio w muzyce gitarowej. Rozkwit tej formy nastąpił wraz z zarzuceniem formy basowej.

## Twórcy
- J. del Encina
- J. Penalosa
- F. della Torre
- B. Pasquini
- J.-H. d’Anglebert
- J. Cabanilles
- A. Corelli
- G. Frescobaldi
- F. Liszt
- A. Vivaldi
- J.-B. Lully